# Escuela Especializada Alcides Figueroa
La Escuela Bilingüe Alcides Figueroa (antiguamente la Escuela Regional Bilingüe Sergio Ramírez de Arellano-Hostos), es una escuela imán bilingüe ubicada en Añasco, Puerto Rico. Alcides está dirigida por el Departamento de Educación de Puerto Rico y está adscrita a la Unidad de Escuelas Especializadas (UnEE).
Todas las clases, con excepción de los cursos de idiomas distintos al inglés (como francés, italiano y español) y estudios sociales, se enseñan en inglés. La población estudiantil alcanza aproximadamente los 348. Fue la primera escuela pública bilingüe en la Isla, y con la Escuela Bilingüe Antonio González Suárez (K–5), es parte del único sistema K–12 bilingüe de una municipalidad de Puerto Rico. Constantemente obtiene la mejor o de las mejores puntuaciones de las pruebas estandarizadas administradas por el College Board en Puerto Rico.

## Historia
La escuela fue fundada en el 1999 bajo el nombre de los edificios del Distrito Escolar Hostos–Ramírez de Arellano que ocupaba en Añasco, en la parte posterior de la iglesia del pueblo y cerca de la alcaldía. Este complejo de edificios fue nombrado en honor de Sergio Ramírez de Arrellano y Conti (1829–1904), un maestro local quién estableció la primera escuela privada en Añasco, y Eugenio María de Hostos, que fueron construidos en 1909 y 1903, respectivamente, convirtiéndose así en las primeras escuelas construidas con hormigón en Añasco. Ambas habían sido escuelas elementales desde su fundación, y en algún momento también sirvieron de sede para la oficina postal. En el 2003, el edificio Hostos, que era la estructura rectangular al norte del complejo, tuvo su centenario. El evento fue celebrado a nivel escolar, con transmisiones de medios locales. Por su parte, el edificio Ramíres de Arellano, el cual tiene la forma de una "C" y reside al sur opuesto del edificio Hostos, celebró su centenario en el 2009. Ambas estructuras fueron reconocidas por su importancia arquitectónica en el 2000 por la Asamblea Legislativa. En estas facilidades, al igual que un anexo, construido en 1927 y albergando varios salones de clases ubicado al cruzar la avenida 65 de Infantería que lleva a la plaza pública, la escuela estaba dividida entre los niveles intermedios y superiores, consistiendo de los grados 7–9 y 11–12, respectivamente. Ambos niveles tenían cinco grupos de clases, en números alternos (e.g. 7mo y 9no grado tenían dos grupos y 8vo tenía uno) los cuales cambiaban al igual que cada grado progresaba entre años académicos. Cada grupo estaba compuesto de un máximo de 25 estudiantes. 

### Controversia de horario
Entonces gobernador Aníbal Acevedo Vilá firmó cuatro cartas circulares el 22 de febrero de 2007, enfocadas en aspectos de reorganización tales como "la organización escolar, el reclutamiento de maestros, los requisitos de graduación para los estudiantes y la participación de padres y madres en la escuela." La Federación de Maestros de Puerto Rico se opuso a las cartas circulares, ya que "[añadían] cursos de investigación, así como 40 horas de servicio comunitario para los estudiantes [y los cursos aumentaron] en el nivel elemental a 36 y los de nivel intermedio y superior a 21." Además eliminaron el tamaño máximo de las clases, estableciendo que ninguna clase puede tener menos de veinte estudiantes y el personal docente solo dispondría de una hora para mejoramiento personal.
El nuevo currículo fue implementado al comienzo del semestre de otoño de 2007. Sin embargo, este obtuvo oposición ya que significaba más horas de clase, lo que debido al tamaño limitado de la escuela y la falta de maestros, se consideraba imposible implementar. No obstante, el Departamento a través de la entonces Superintendente del distrito escolar de Mayagüez, Sylvia Hernández, había ordenado a la escuela que lo utilizara. Estudiantes, padres y la facultad decidieron organizar una huelga, y las escuelas Marcelino Canino en Dorado y Superior Muñoz Rivera en Utuado se unieron a la escuela en la protesta. La Superior Muñoz en Utuado decidió mantener el currículo viejo, resultando en la suspensión de la facultad. Luego de la huelga de estudiante, padres y maestros, y una reunión con Hernández, el horario fue anulado y resumieron con el currículo y horario escolar previo.

### Éxodo estudiantil del 2013
Al comienzo del semestre de otoño de 2013, la mayoría de los estudiantes estaban abandonando la escuela debido, entre otras cosas, a la falta de transportación (la mayoría de los estudiantes son de municipalidades colindantes como Mayagüez, Aguada, Rincón y Moca). Por lo tanto, la escuela fue obligada a realizar un proceso de admisiones especial, permitiendo a cualquiera que deseara ingresar hacerlo, o se hubieran dado recortes en el personal. Para ser admitido bastaba con una transcripción de crédito y aprobar una entrevista en inglés y en español con los respectivos maestros de la escuela.
En adición, la escuela informó en el 2013 de varios problemas de infraestructura que incluían, pero no se limitaban a, filtraciones, techos de zinc rotos, moho, oficinas demasiado pequeñas para el personal administrativo y termitas, entre otros.

### Mudanza a Alcides Figueroa
Comenzando en el año académico 2016–17, la escuela se mudó a un recién ocupado edificio a varias cuadras del edificio viejo. Esta mudanza le permitió acomodar el 6to grado, así como aumentar el tamaño de su cuerpo escolar de 250. Además, esta mudanza ocasionó el cambio de nombre, ya que las escuelas adoptan el nombre de los edificios que ocupan. Este complejo de edificios, que ha alojado una escuela desde por lo menos 1966, toma su nombre de Alcides Figueroa Oliva (1892–1957), un exalcalde de Añasco desde 1945 hasta su muerte (quien adicionalmente fue delegado a la Convención Constituyente de Puerto Rico) y está localizada en una calle que lleva el nombre de su esposa. Los inquilinos anteriores, quienes fueron una de las 19 escuelas públicas que cerraron ese año debido a tener «una matrícula por grado de poco menos de 30 estudiantes», y sus estudiantes se mudaron a la escuela adyacente, Intermedia Isabel Suárez. El abandonado complejo Sergio Ramírez de Arellano fue aprobado para alquiler y los nuevos inquilinos son programas municipales de artes y deportes que se relocalizaron y expandieron ahí. Uno de estos es Ciudad Museo, fundado por Gabriela Ríos Rodríguez en el 2015 en la escuela y «dedicada a la transformación de las comunidades mediante el arte urbano», uno de sus proyectos siendo el complejo ex-escolar. Todavía es usado como un colegio electoral.
El 20 de marzo de 2017, la escuela realizó un viaje al Capitolio de Puerto Rico para presenciar los procedimientos del Senado y fueron reconocidos por el entonces Vicepresidente Larry Seilhamer Rodríguez y el Senador Carmelo Ríos Santiago.
En el 2018, una de las catorce maestras puertorriqueñas seleccionadas para participar en el Programa Educacional Pilar Barbosa, era de Alcides. Comenzando el 12 de agosto de 2019, el horario escolar cambió ser desde 7:30 a. m. hasta las 2:30 p. m.

### Cambios en el uniforme
Durante el año académico 2018–2019 la escuela decidió cambiar el uniforme escolar, por lo que entregaron papeletas al estudiantado para que eligieran el nuevo uniforme. El viejo uniforme de la intermedia era una polo amarilla con pantalones negros y el uniforme de la escuela superior era un polo blanco y pantalones rojos. Los nuevos uniformes, a partir del 1 de mayo de 2020, consisten en una camisa azul marino y pantalones grises para la intermedia, mientras que a los de la escuela superior se les requerirá vestir una polo roja con pantalones grises.

### Huracán María, terremoto y el COVID-19
Debido al Huracán María, Alcides sufrió daños por el agua en la oficina de la directora y varios salones de clases, hongo, cisterna rota (que abastecía la cafetería con agua) y cables eléctricos caídos. Eventualmente reabrió el 6 de noviembre. Durante el otoño de 2019, estudiantes de Alcides comenzaron un "currículo de poesía enfocado en sus experiencias durantes y luego del Huracán María," como parte de la iniciativa Música y Poesía de Massachusetts Sincronizadas (MAPS, por sus siglas en inglés), la cual luego fue entregada a estudiantes de música en la Escuela Pública Charter de Artes Escénicas de Pioneer Valley (PVPA, por sus siglas en inglés) al final del semestre. A esto le seguiría una visita de 15 estudiantes de PVPA a Alcides para una colaboración con los estudiantes de esta última. Sin embargo, el viaje fue cancelado por la PVPA dado a los terremotos de Guayanilla de 2020, que forzó el cierre indefinido de Alcides e inspiró a los estudiantes de PVPA a organizar un concierto benéfico en el Gateway City Arts en Holyoke, Massachusetts el 13 de febrero. Durante la función, hubo un video de estudiantes de Alcides leyendo sus poemas.
El 28 de enero, el entonces alcalde, Jorge Estévez Martínez, reclamó que ninguna de las escuelas públicas en Añasco habían sido inspeccionadas luego de los terremotos. Empero, el 13 de enero, la escuela había sido inspeccionada por ingeniero profesional, quien informó que la escuela era «apta para ocupar y operar de inmediato». Alcides eventualmente reabrió el 3 de febrero, con las clases reanudándose el jueves siguiente, 6 de febrero.
A mediados de febrero, diez profesores de Alcides recibieron talleres sobre plataformas de enseñanza digital celebrados en la Universidad de Puerto Rico en Mayagüez, Pontificia Universidad Católica de Puerto Rico, Recinto de Mayagüez y la Universidad Interamericana de Puerto Rico en Aguadilla. La profesora de química de Alcides, Migda Ruiz López, colaboró con el desarrollo del múdulo de química de escuela superior que fue usado durante la Pandemia del COVID-19. A pesar de ello, Alcides, al igual que la mayoría de las escuelas superiores, administró las pruebas puertorriqueñas para la admisión universitaria (PAA) en persona entre el 1–4 de diciembre. Durante febrero de 2021, fue una de 172 escuelas identificadas como "apta para reapertura" que formaban parte de la fase inicial propuesta por el Departamento para resumir enseñanza en persona comenzando en marzo. No obstante, este plan fue abandonado y las clases en persona no ocurrieron hasta el 13 de mayo.

## Comunidad escolar

### Acreditación
La acreditación se obtiene del Consejo de Educación de Puerto Rico por seis años. Sin embargo, en el 2014, todavía llevando el nombre de Sergio Ramírez de Arellano, fue aprobada, pero no acreditada, por el Consejo.
Alcides forma parte de la Unidad de Escuelas Especializadas (UnEE) del Departamento de Educación de Puerto Rico, el cual a veces ha estado adscrito a la Subsecretaría de Servicios Académicos, Proyectos de Transformación Educativa, el Currículo e Innovación
Pedagógica, y la Subsecretaría para Asuntos Académicos y Programático.